# Moray Firth
De Moray Firth (Schots-Gaelisch: An Cuan Moireach of Linne Mhoireibh) is een ongeveer driehoekige firth van de Noordzee, gelegen aan de oostkust van Schotland ten noorden en oosten van Inverness.
Het is de grootste firth in Schotland, gelegen tussen Duncansby Head (nabij John o' Groats) in het noorden (in het raadsgebied Highland), Fraserburgh in het oosten (Aberdeenshire) en Inverness en de Beauly Firth in het westen. Drie raadsgebieden hebben een kustlijn aan de Moray Firth: Highland, Moray en Aberdeenshire. De kustlijn bedraagt ruim 800 kilometer, waarvan het meeste uit kliffen bestaat.
Een aantal rivieren stromen de Moray Firth in, waaronder de Ness, de Findhorn en de Spey. Daarnaast komen ook een aantal andere baaien en firths uit op de Moray Firth, zoals de Beauly Firth, de Cromarty Firth en de Dornoch Firth.

## Weblinks
Kaarten
- Bartholomew Half Inch to the Mile Maps: Sheet 21 - Inverness & Spey
- National Library of Scotland → Historische Landkarten: Sheet 28 - Inverness (1961)

Geologie
- Poster zur Geologie des Moray Firth
- Coastal Assessment Survey: Inner Moray Firth (Sept 1999)
- Scottish Natural Heritage No 50 (1996): The Dornoch, Cromarty and Beauly/Inverness Firths
- Scottish Natural Heritage No 51 (1996): Estuaries of the Outer Moray Firth
- Morphology and significance of transverse ridges (de Geer moraines) adjacent to the Moray Firth, NE SCotland
- Ardersier Peninsula part of a suite of glaciomarine ice-contact deposits

Biologie en natuurbescherming
- UK governent website re its status as a protected site
- Scottish government press release about seal management in the firth
- The Moray Firth Wildlife Centre
- The Moray Firth Partnership
- Whale and Dolphin Conservation Society